# Oswald Kabasta

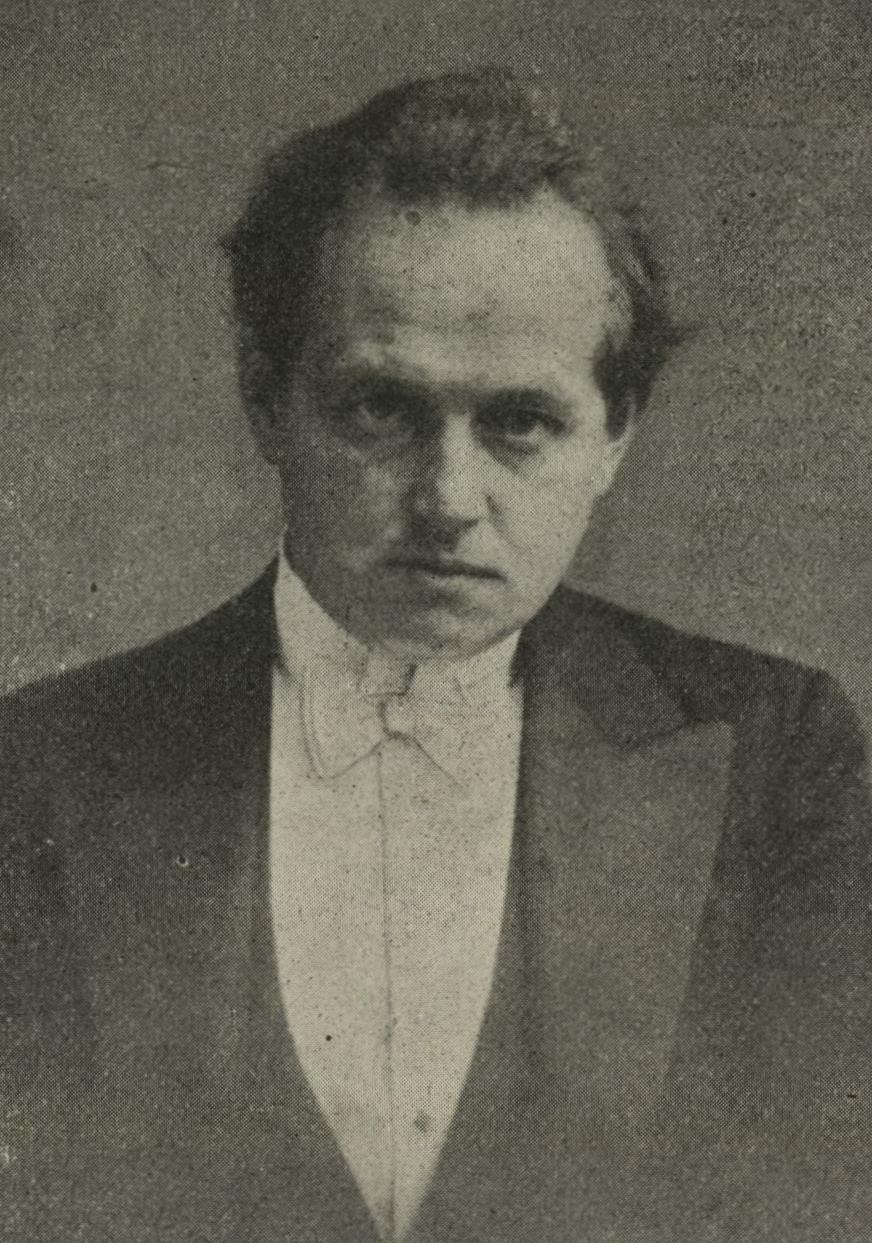
Aufnahme um 1927

Oswald Kabasta (* 29. Dezember 1896 in Mistelbach (Niederösterreich), Österreich-Ungarn; † 6. Februar 1946 in Kufstein) war ein österreichischer Dirigent und Komponist.

## Leben
Kabasta studierte 1913–1916 an der Wiener Musikakademie, u. a. bei Joseph Marx und dem Bruckner-Jünger Ferdinand Löwe Dirigieren. Außerdem nahm er Privatunterricht bei Franz Schmidt. Zuerst als Musiklehrer tätig, erhielt er die Stelle eines Kapellmeisters in Wiener Neustadt; 1923 wurde er in Baden bei Wien Dirigent des Gesangsvereines Baden 1862. Nach zweijähriger erfolgreicher Direktorenschaft im Städtischen Orchester in Graz wurde er 1928 zum Städtischen Generalmusikdirektor in Graz ernannt. 1931 wurde Kabasta Konzert- und Musikdirektor der Radio Verkehrs AG und leitete deren Orchester; 1931 übernahm er auch die Leitung der Dirigentenklasse an der Wiener Musikakademie von Franz Schalk, des anderen bedeutenden Bruckner-Jüngers. Im Mai 1932 wurde von Unterrichtsminister Anton Rintelen und dessen Kreis der (nicht verwirklichte) Plan gefasst, Kabasta für ein September 1932 beginnendes festes Engagement am Wiener Operntheater zu gewinnen, dessen Beziehungen zur RAVAG unter „zahlreichen Hemmungen und Mißstimmigkeiten“ litt.
Kabastas erfolgreiche Karriere führte zu zahlreichen Konzerten mit den Wiener Philharmonikern und 1934, als Nachfolger von Ferdinand Löwe, zur Bestellung zum Chefdirigenten der Wiener Symphoniker. Er formte das Orchester neu und unternahm mit ihm Tourneen nach Italien und England. Sein Einfluss währte lange über seinen Tod hinaus, noch in den 1970er Jahren bezogen sich Orchestermusiker auf ihn: „Unterm Kabasta ham ma des aber ganz anders gspielt“. 1938 behauptete Kabasta gegenüber der NSDAP, in seiner Zeit bei den Wiener Symphonikern „keinen einzigen Juden“ aufgenommen zu haben. Vor 1938 hatte jedoch die NS-Presse Kabasta wegen seiner Beschäftigung von jüdischen Musikern und Dirigenten in der RAVAG, zum Beispiel Fred Fobau, angegriffen. 1938 wurde er in Nachfolge des bekannten Bruckner-Interpreten Siegmund von Hausegger Chefdirigent der Münchner Philharmoniker. Kabasta war zwar nach dem „Anschluss“ Österreichs Mitglied der Nationalsozialistischen Deutschen Arbeiterpartei, setzte aber trotzdem auf seine Programme in München unerwünschte Werke von Paul Dukas, Gustav Mahler, Felix Mendelssohn Bartholdy und Béla Bartók. Seine enge Zusammenarbeit mit dem Orchester, mit dem er während des Zweiten Weltkrieges zahlreiche Tourneen unternahm, endete im August 1944. Die Münchner Tonhalle, der Spielort seit 1895, wurde durch die Luftangriffe auf München zerstört. In der Endphase des Zweiten Weltkriegs wurde er im August 1944 in die Gottbegnadeten-Liste aufgenommen, was ihn von einem Kriegseinsatz, auch an der Heimatfront, bewahrte.
Nach dem Krieg verboten die Alliierten Kabasta eine weitere Tätigkeit als Dirigent. Man warf ihm einen Beitritt zur NSDAP bereits 1932 vor. Die Leitung der Münchner Philharmoniker übernahm Hans Rosbaud. Kabasta zerbrach an diesem Berufsverbot (die Stadt München hatte im Oktober 1945 auf Geheiß der Information Control Division die Zahlungen an Kabasta eingestellt und ihn fristlos entlassen). Mit einer Überdosis Schlaftabletten nahm er sich das Leben.
Ein Teilnachlass wird an der Bayerischen Staatsbibliothek (Musikabteilung, Handschriften) verwahrt.

### Würdigung
Vor seinem Freitod setzte Kabasta sich wiederholt für die Darbietung von Stücken in ihrer Originalfassung ein. Er setzte sich besonders für das Werk Johann Nepomuk Davids sowie seines Lehrers Franz Schmidt ein; die für den 13. März 1938 angesetzte Uraufführung des Oratoriums Das Buch mit sieben Siegeln musste wegen des „Anschlusses“ auf Juni 1938 verschoben werden. Kabasta übernahm auch noch die Leitung der Uraufführung von Schmidts Kantate Deutsche Auferstehung. Ein festliches Lied im April 1940.
Kabasta war ein Dirigent, der durch schnelle, aber auch sehr variable Tempi (wie viele andere Dirigenten der Zeit, v. a. Wilhelm Furtwängler) enorme musikalische Spannung erzeugte, aber dennoch (durch seine österreichische Herkunft) Charme und Klangsinn nicht vernachlässigte. Seine für den Rundfunk produzierte Aufnahme von Dvořáks vielgespielter Symphonie Aus der Neuen Welt aus dem Jahre 1944 wurde bis 1990 für eine von Furtwängler gehalten. Weitere bedeutende Mitschnitte existieren von Beethovens Eroica und Bruckners 4. Symphonie, außerdem Studio- und Rundfunkaufnahmen von Bruckners 7. und 9., Schuberts  3., 4. und 5., Beethovens 8. und Mozarts Jupiter-Symphonie.

### NSDAP
Kabasta wurde 1932 Mitglied des Steirischen Heimatschutzes, dessen Anführer Walter Pfrimer und Konstantin Kammerhofer sich mit dem Großteil der Verbandsmitglieder 1934 der SA anschlossen. Kabasta beantragte am 19. Mai 1938 die Aufnahme in die NSDAP und wurde rückwirkend zum 1. Mai desselben Jahres aufgenommen (Mitgliedsnummer 6.209.372). NSDAP-Parteinummern aus dem Block von 6.100.001 bis 6.600.000 waren für Parteimitglieder reserviert, die nach dem NSDAP-Verbot (19. Juni 1933) in Österreich für die Partei aktiv geworden sind. Für sie wurde allgemein als Aufnahmedatum der 1. Mai 1938 festgelegt.
Am 4. Februar 1946, zwei Tage vor seinem Freitod, stellte er zu dem Vorwurf, bereits 1932 der ab Juni 1933 in Österreich verbotenen NSDAP beigetreten zu sein, in einem an den Oberbürgermeister von München gerichteten Abschiedsbrief unter anderem fest:

„Heute erfuhr ich in München bei einer Vorladung zur Militärregierung […], daß ein von mir gezeichneter ‚Personalbogen für Ehrengäste‘ vom Februar 39 existiert, von dem ich keine Ahnung mehr hatte, darin aber habe ich das Eintrittsdatum in die Partei Februar 32 (!!) angegeben.
Dies ist falsch. Meine späteren Angaben, im Mai 38, also nach dem Anschluß, die Anmeldung in Wien vollzogen zu haben, ist zutreffend. Dies beschwöre ich beim Herrgott, der bald mein Richter sein wird.
Ich hatte Anfang der 30er Jahre einige Male Spenden für den Steirischen Heimatschutz gegeben und dann nach dem Anschluß von dem damaligen Sendeleiter von Graz, Franz Huber, später Intendant des Wiener Reichssenders, die Bestätigung erhalten, daß ich regelmäßig seit Februar 32 Beiträge geleistet habe.
Dies traf nicht zu […]. Ich erfuhr später, daß der gesamte Steir. Heimatschutz, dessen Mitglied ich ja eigentlich nie gewesen, geschlossen in die NSDAP überführt worden sei. […] Tatsächlich wurde mir das angegebene Datum (II/32) nicht angerechnet, ich erhielt vielmehr später […] zugleich mit der Überstellung von Wien nach München die Mitteilung, daß meine Aufnahme mit Datum Mai 38 in Aussicht genommen sei. […]
[…] vor dem Mai 38 hatte ich nichts mit der Partei zu tun.“

Dazu Priebergs Kommentar: „Die Besatzungsbehörde besaß 1946 die NSDAP-Karteikarte Kabastas mit Eintrittsdatum. Die Quälerei mit Todesfolge war ein Verbrechen gegen die Menschlichkeit. Ein Beispiel mehr, daß ehrliche, empfindsame Persönlichkeiten den Absurditäten der ‚Entnazifizierung‘ durch feindselige Bürokraten des Military Government nicht gewachsen waren; allein die Dickfelligen setzten ihre Karriere ohne Skrupel fort.“ Kabastas Schutzbehauptung, dass die Aufnahme 1938 nur „in Aussicht genommen sei“, stimmte jedoch nicht, da in seiner Ummeldungsbestätigung vom 8. Februar 1940 von Wien nach München festgehalten wurde, dass er seine Mitgliedskarte vorgelegt und die Mitgliedsbeiträge bis November 1940 bezahlt habe.

## Ehrungen
- Ritterkreuz des österreichischen Verdienstordens (1935)[13]
- Anton-Bruckner-Ring (1936)
- Kabastastraße in Pasing (1956)[14]
- Kabastagasse in Liesing (Wien) (1959)[5]

## Kompositionen
- Adam und Eva oder Komiker und Soubrette, Singspiel
- Rosentraum, Operette
- Kammermusik
- Klavierwerke

## Schriften
- Mein Weg zu Bruckner und zu den Originalfassungen. Unveröffentlichtes Typoskript[15]